# در کناری

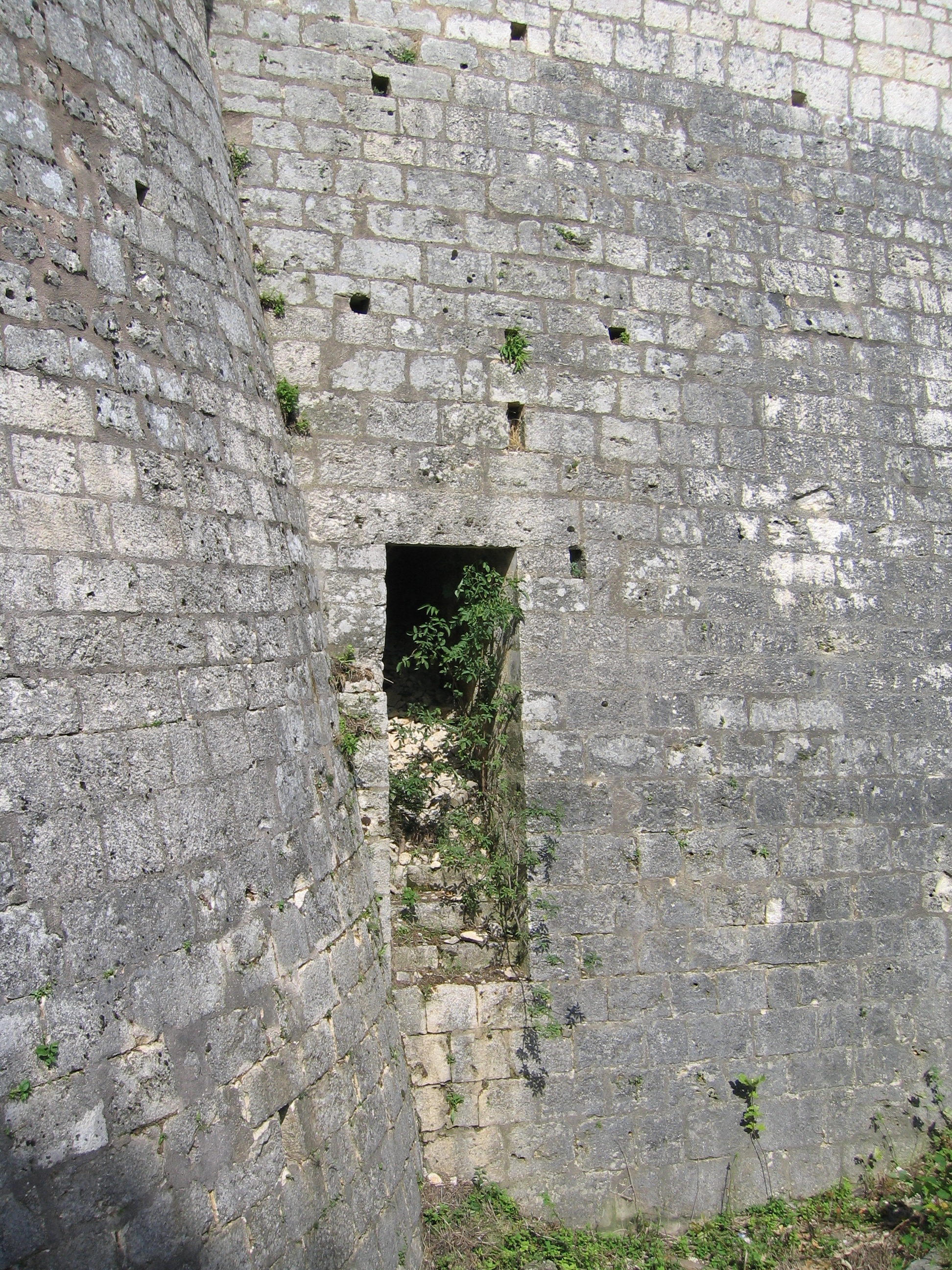
یک در کناری یا عقبی در سن-ا-مرن فرانسه از یک خاکریز دفاعی

در کناری (انگلیسی: Postern) اصطلاحی است در معماری و معماری قلعه‌ها که گاهی با عناوین در عقبی یا در خصوصی هم شناخته می‌شود. این واژه عنوان درب‌های ثانویه یا دروازه در استحکامات می‌باشد همانند در کناری در دیوار تدافعی یا دیوار حایل قلعه‌ها. درهای کناری یا عقبی اغلب در یک محل پنهان ایجاد می‌گردیدند که تنها اعضای مشخص امکان تردد از آن را داشتند. اینگونه درها در هنگام محاصره قلعه یا شهر، امکان یک یورش غافلگیرکننده برای محاصره شدگان را فراهم می‌نمودند.